# Jerusalemer Hohepriester
Jerusalemer Hohepriester standen dem JHWH-Tempel in Jerusalem vor, bis dieser im Jahr 70 n. Chr. bei der römischen Einnahme der Stadt zerstört wurde. Auf dem Berg Garizim und (kurzzeitig) im Heiligtum von Leontopolis amtierten ebenfalls Hohepriester JHWHs. Während das Jerusalemer Hohepriesteramt nach dem Jüdischen Krieg endete, besteht ein samaritanisches Hohepriesteramt bis in die Gegenwart.

## Geschichtliche Entwicklung
Im Königreich Juda gab es im (Ersten) Jerusalemer Tempel ein Priesterkollegium, dem ein „oberster Priester“ (hebräisch כהן הראש kohen hāroš) vorstand. Der Begriff „Hohepriester“ (hebräisch הכהן הגדל hakkohen haggādol) wird erst in nachexilischen Texten verwendet. Diese zeigen, dass das Amt in der persischen Provinz Jehud politische Bedeutung hatte, was sich in hellenistischer Zeit fortsetzte. Die erste historische Persönlichkeit, die in diesem Sinn Hohepriester war, ist Jeschua, der Sohn des Jozadak. Gemeinsam mit dem Statthalter Serubbabel leitete er in Jerusalem die Gemeinde der aus dem Exil Heimgekehrten (Hag 1,1 ). Nach Sach 6,11  wurde er sogar gekrönt. Möglicherweise war an dieser Stelle ursprünglich von einer Krönung Serubbabels die Rede, der aus der Dynastie der Davididen stammte. Nachdem sich die in Serubbabel gesetzten Hoffnungen zerschlagen hatten, habe man das Amt des Hohepriesters aufgewertet. „Ob ursprünglich oder nicht, gibt der Text auf jeden Fall zu erkennen, dass dem Hohenpriester eine Macht zugeschrieben wurde, die er vorher nicht hatte.“

## Legitimation durch Abstammung
Das Jerusalemer Hohepriesteramt war (in der Theorie) erblich.
Innerhalb der Hebräischen Bibel gibt es verschiedene Traditionen, ob der Hohepriester ein Nachkomme Aarons oder Zadoks sein muss. Zadok ist ein häufiger Name; üblicherweise ist dabei aber an jenen Zadok gedacht, der am Hof Davids zunächst einvernehmlich und gleichwertig mit dem Priester Abjatar auftrat, dann aber die Thronnachfolge Salomos unterstützte, während Abjatar den älteren Prinzen Adonija unterstützte. Als Salomo dann König wurde, verbannte er Abjatar und gab dessen Amt dem Zadok (1 Kön 2,35 ). „Damit war Zadok der Gründungsvater der Jerusalemer Priesterschaft, der Zadokiden.“ (Heinz-Josef Fabry) Im Pentateuch wird dagegen Aaron, der Bruder des Mose, als „Ahnherr des legitimen, levitisch-aaronidischen Priestertums“ angesehen. Innerhalb der Hebräischen Bibel gibt es verschiedene Modelle, die Aaron- und die Zadok-Tradition miteinander auszugleichen, indem beide zu einer dritten Größe, den Leviten, in Beziehung gesetzt wurden:
- Die Grundschicht des Buchs Ezechiel führte zwei Priesterklassen ein: Zadokiden und Leviten. Nur die Zadokiden waren zum Tempeldienst zugelassen, mit der Konsequenz, dass in den Listen der Bücher Esra und Nehemia Priester (= Zadokiden) und Leviten getrennt aufgeführt wurden. Der Stammbaum Esras wurde über Zadok auf Aaron zurückgeführt.
- Im Buch der Chronik wurden die Leviten dagegen als der Stamm aufgewertet, dem das Priestertum verliehen wurde. Zadok und Aaron wurden auf verschiedene Weise in Levitengenealogien eingeordnet; in 1 Chr 27,17 EU wurden Levi und Aaron als zwei Stämme Israels gezählt, und Zadok als Anführer des Stammes Aaron bezeichnet.
- Eleasar und Itamar als Söhne Aarons dienten außerdem dazu, unter den Aaroniden eine privilegierte Gruppe abzuheben: Eleasars Sohn Pinhas war nach Num 25,11–13 EU ein ewiges Priestertum verheißen worden. Zadok wurde zum Nachkommen Eleasars erklärt und so zu Pinchas in Beziehung gesetzt, der von König Salomo abgesetzte Abjatar wurde nun als Nachkomme Itamars identifiziert (1 Chr 24,3–6 EU).

Hier eine Übersicht der verschiedenen Konstruktionen einer hohepriesterlichen Sukzession von Aaron bis zu Jozadak, dem Vater des Jeschua, mit dem die Reihe der Hohepriester des Zweiten Tempels beginnt:
| 1 Chr 6,1–15 | 1 Chr 9,11 | Neh 11,11  | Esra 7,1–5 | Flavius Josephus, Jüdische Altertümer |
| ------------ | ---------- | ---------- | ---------- | ------------------------------------- |
| Levi         |            |            |            |                                       |
| Kehat        |            |            |            |                                       |
| Amram        |            |            |            |                                       |
| Aaron        |            |            | Aaron      | Aaron                                 |
| Eleasar      |            |            | Eleasar    | Eleazar                               |
| Pinhas       |            |            | Pinhas     | Phineës                               |
| Abischua     |            |            | Abischua   | Abiezer                               |
| Bukki        |            |            | Bukki      | Buzi                                  |
| Usi          |            |            | Usi        | Ozis                                  |
|              |            |            |            | Eli                                   |
| Serachja     |            |            | Serachja   | Joatham, Sohn des Bokki               |
| Merajot      |            |            | Merajot    | Maraioth                              |
| Amarja       |            |            |            | Arophaeus                             |
| Ahitub       |            |            |            | Achitob                               |
| Zadok        |            |            |            | Sadok                                 |
| Ahimaaz      |            |            |            | Achimas                               |
| Asarja       |            |            |            | Azarias                               |
|              |            |            |            | Joramos                               |
|              |            |            |            | Ios                                   |
|              |            |            |            | Axoramos                              |
|              |            |            |            | Phideas                               |
| Johanan      |            |            |            |                                       |
| Asarja       |            |            | Asarja     |                                       |
| Amarja       |            |            | Amarja     |                                       |
| Ahitub       | Ahitub     | Ahitub     | Ahitub     |                                       |
|              | Merajot    | Merajot    |            |                                       |
| Zadok        | Zadok      | Zadok      | Zadok      | Sudaios                               |
|              |            |            |            | Juelos                                |
|              |            |            |            | Jothamos                              |
|              |            |            |            | Urias                                 |
|              |            |            |            | Nerias                                |
|              |            |            |            | Odaias                                |
| Schallum     | Meschallum | Meschullam | Schallum   | Sallumos                              |
| Hilkija      | Hilkija    | Hilkija    | Hilkija    | Elikias                               |
| Asarja       | Asarja     |            | Asarja     |                                       |
| Seraja       | Seraja     | Seraja     |            | Sareas                                |
| Jozadak      |            |            |            | Josadak                               |

Der erste Hohepriester des nachexilischen Zweiten Tempels, Jeschua, stellte durch seine zadokidische Abstammung die Kontinuität mit dem vorexilischen Jerusalemer Kult her und war seinerseits der Ahnherr einer Hohenpriesterdynastie (Oniaden), bis die zadokidische Linie zur Zeit des Seleukidenkönigs Antiochos IV. unterbrochen wurde: Menelaos erkaufte sich das Amt, und Antiochos setzte ihn ein. Der Makkabäeraufstand führte nicht zur Rückkehr der Oniaden in das Hohepriesteramt, vielmehr begann mit Jonatan, der zugleich Ethnarch war, die Hohepriesterdynastie der Hasmonäer.
Unter den Schriftrollen vom Toten Meer spielt die Bezeichnung „Söhne Zadoks“ in den jachadischen Schriften, insbesondere der Gemeinderegel, eine große Rolle. Sie wird gleichbedeutend mit „Söhne Aarons“ und „Priester“ verwendet, bezeichnet also alle Priester dieser Gruppe.
Herodes konnte aufgrund seiner idumäischen und nichtpriesterlichen Abstammung das Hohepriesteramt nicht selbst ausüben. Da er sich in einem Machtkampf gegen den letzten Hasmonäer, Mattathias Antigonos, durchgesetzt hatte, präsentierte er anschließend einen Kandidaten für das Hohepriesteramt, der dafür (theoretisch) besser qualifiziert war als die Hasmonäer: Ananel. Dieser konnte eine Abstammung von Aaron und Zadok beanspruchen. Doch die von Herodes erhoffte breite Zustimmung blieb aus. Herodes führte nun die Neuerung ein, das Amt nicht mehr auf Lebenszeit zu vergeben; er setzte nach seinem Belieben Hohepriester ein und wieder ab, die er aus bestimmten priesterlichen Familien auswählte.
Dadurch bildete sich in frührömischer Zeit in der Jerusalemer Oberschicht eine Gruppe von Familien und Einzelpersonen, die mit dem Hohepriestertum verbunden waren und als „die Hohepriester“ bezeichnet werden konnten (Josephus und Neues Testament). Die dadurch geförderte Konkurrenz und der Autoritätsverlust des Amtes bewirkten, dass sowohl im Neuen Testament als auch in der rabbinischen Literatur Hohepriester als „niederträchtige Menschen“ dargestellt wurden.

## Hohepriesterliche Gewänder
Die priesterliche Grundkleidung waren ein langes leinenes, gegürtetes Hemdgewand und eine leinene Kopfbedeckung. Die einfachen Jerusalemer Priester waren durch eine bunte Schärpe kenntlich. Der Hohepriester trug außer dem Hemdgewand den kostbaren Ornat, bestehend aus dem Efodmantel, dem Efod und der mit Schmucksteinen besetzten Brusttasche (Choschen). Seine Kopfbedeckung zeichnete ein goldenes Stirnblatt (hebräisch ציץ ṣîṣ) aus. Efodmantel, Efod und Choschen wurden von einem Hohepriester an den nächsten weitergegeben. Efod und Choschen konnten deshalb der Größe des jeweiligen Amtsträgers angepasst werden. Der ärmellose Efodmantel aus höchst kostbarem, purpurvioletten Material war wohl nur etwa knielang, damit er bei einer kleinen Person nicht den Boden berührte. An seinem Saum waren goldene Glöckchen und Granatäpfel angebracht. Er ist als eine Art Schutzkleidung für den Dienst im Heiligtum zu verstehen. Weder Priester noch Hohepriester trugen bei ihrem Dienst im Heiligtum Schuhe.
In der Forschung wurden die Bestandteile des hohepriesterlichen Ornat oft als Übernahme königlicher Insignien durch den nachexilischen Hohepriester interpretiert, nun da es in Jerusalem keinen König mehr gab. Die Ähnlichkeiten zwischen hohepriesterlicher und königlicher Kleidung lassen sich aber auch so erklären, dass die früheren Könige von Israel und Juda religiöse Aufgaben hatten.
Nur einmal im Jahr, an Jom Kippur, trat der Jerusalemer Hohepriester ins Allerheiligste ein. Er legte vorher seinen Ornat ab und zog besondere Kleidung nur für diesen Anlass an:

„Er soll einen heiligen Leibrock aus Leinen anziehen, und Kleider aus Leinen sollen seine Scham bedecken, und er soll sich mit einer Schärpe aus Leinen gürten und einen Kopfbund aus Leinen umbinden. Es sind heilige Gewänder. Und er soll seinen Leib mit Wasser waschen und sie dann anziehen.“

Ben Sira beschrieb die Schönheit der hohenpriesterlichen Gewänder eingehend. Ihre Funktion war demnach eine doppelte: Der Hohepriester in seinem Ornat machte ebenso wie das Tempelgebäude die Majestät Gottes für die Kultgemeinde erfahrbar. Als Repräsentant des Volkes habe der Hohepriester, gekleidet in diese Gewänder, aber auch die Möglichkeit, mit der Gottheit in Kontakt zu treten. Dieser Ornat zog sozusagen Gottes Aufmerksamkeit auf sich.
Da der Hohepriester seine liturgische Kleidung tragen musste, um seine Aufgaben im Tempel wahrnehmen zu können, wurde in hellenistischer Zeit die Frage wichtig, wo diese Gewänder verwahrt wurden und wer darüber die Kontrolle hatte. Flavius Josephus macht dazu genaue Angaben: Der Hohepriester Johannes Hyrkanos I. habe nahe dem Tempel einen Turm (Baris) als Wohnsitz erbaut und dort den Ornat aufbewahrt, wenn er in gewöhnlicher Kleidung in die Stadt ging, ebenso seine Nachfolger. Herodes, der an Stelle der Baris die Burg Antonia errichten ließ, ließ den Ornat weiter dort aufbewahren, und so fand der römische Statthalter von Syrien, Vitellius, folgende Zustände vor, die er unangetastet ließ:

„[Der Ornat lag in einem steinernen Behälter, vor dem ein Licht brannte.] Sieben Tage vor einem Feste wurde das Gewand vom Burghauptmann den Priestern übergeben, dann gereinigt und vom Hohepriester benutzt. Am Tage nach dem Feste aber wurde es wieder in den Behälter eingeschlossen, in dem es vorher gelegen hatte. So hielt man es jährlich an den drei Festen [= Pessach, Schawuot, Sukkot] und am großen Fasttage [= Jom Kippur].“

Das kastenförmige Steingefäß stellte wahrscheinlich sicher, dass der Inhalt nicht kultisch unrein wurde. Für Herodes bot die Aufbewahrung der hohepriesterlichen Gewänder in der Burg Antonia die Möglichkeit, das Hohepriesteramt unter seiner Kontrolle zu halten.

## Aufgaben
Die Investitur des Hohepriesters umfasste Waschung, Einkleidung und Salbung. Er hatte im Alltag besondere Regeln zu beachten, so waren ihm Selbstminderungsriten (als Zeichen der Trauer) verboten. Er durfte keinen Kontakt mit Leichen haben, nicht einmal bei Todesfällen in der eigenen Familie. Er durfte ausschließlich eine Jungfrau aus levitischer Familie heiraten (Lev 21,10–15 ). Da der Hohepriester in seiner Person Garant für die Reinheit des Heiligtums und Symbol des Lebens war, galten für ihn diese Vorschriften. Wie alle Priester, die im Heiligtum Dienst taten, und wie die Opfertiere musste er körperlich ohne Makel sein.
Der Hohepriester brachte im Heiligtum täglich morgens und abends das Weihrauchopfer dar und richtete dort die Lampen her (Ex 30,7–8 ; Lev 24,4 ). Jeden Sabbat legte er frische Brote auf dem Schaubrottisch auf (Lev 24,5–9 ). Er vollzog das Opfer für aus Versehen begangene Sünden (Lev 4,1–21 ). Einmal jährlich an Jom Kippur betrat er nach besonderer Vorbereitung mit einem Jungstier für das Sündopfer und einem Widder für das Brandopfer das Heiligtum und trug dabei die für diesen Tag vorgesehenen besonderen Gewänder. Er schlachtete den Jungstier als Sühne für seine persönlichen Verfehlungen und die seiner Familie. Dann betrat er das Allerheiligste, opferte Räucherwerk und versprengte etwas von dem Blut des geopferten Stiers. Anschließend vollzog er das Sündenbock-Ritual (Lev 16,1–34 ).